# 布里扬特
布里扬特（法語：Briantes，法語發音：[bʁijɑ̃t]）是法国安德尔省的一个市镇，属于拉沙特尔区。

## 地理
布里扬特（46°33'28"N, 2°1'21"E）面积23.12 平方千米，位于法国中央-卢瓦尔河谷大区安德尔省，该省份为法国中部省份，北起卢瓦-谢尔省，西北接安德尔-卢瓦尔省，西南接维埃纳省，南至克勒兹省和上维埃纳省，东临谢尔省。
与布里扬特接壤的市镇（或旧市镇、城区）包括：拉沙特尔、拉克、勒马尼、蒙勒维克、拉莫特弗伊、普利尼圣马丹、安德尔河畔圣塞韦尔。

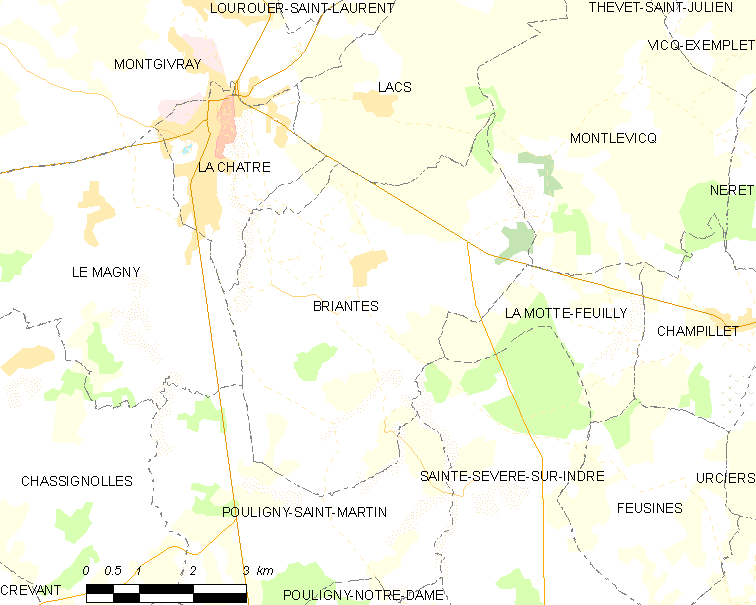
布里扬特的OSM定位图

布里扬特的时区为UTC+01:00、UTC+02:00（夏令时）。

## 行政
布里扬特的邮政编码为36400，INSEE市镇编码为36025。

## 政治
布里扬特所属的省级选区为拉沙特尔县。

## 人口

1962-2008年间布里扬特人口变化图示

布里扬特于2022年1月1日时的人口数量为596人。